# Mikroregion Labské skály
Mikroregion Labské skály je dobrovolný svazek obcí v okresu Děčín a okresu Ústí nad Labem, jeho sídlem je Jílové a jeho cílem je podpora regionálního rozvoje. Sdružuje celkem 9 obcí a byl založen v roce 2001.

## Obce sdružené v mikroregionu
- Jílové
- Libouchec
- Malšovice
- Petrovice
- Povrly
- Ryjice
- Tisá
- Velké Chvojno
- Dobkovice